# Jan Janssens (schilder)

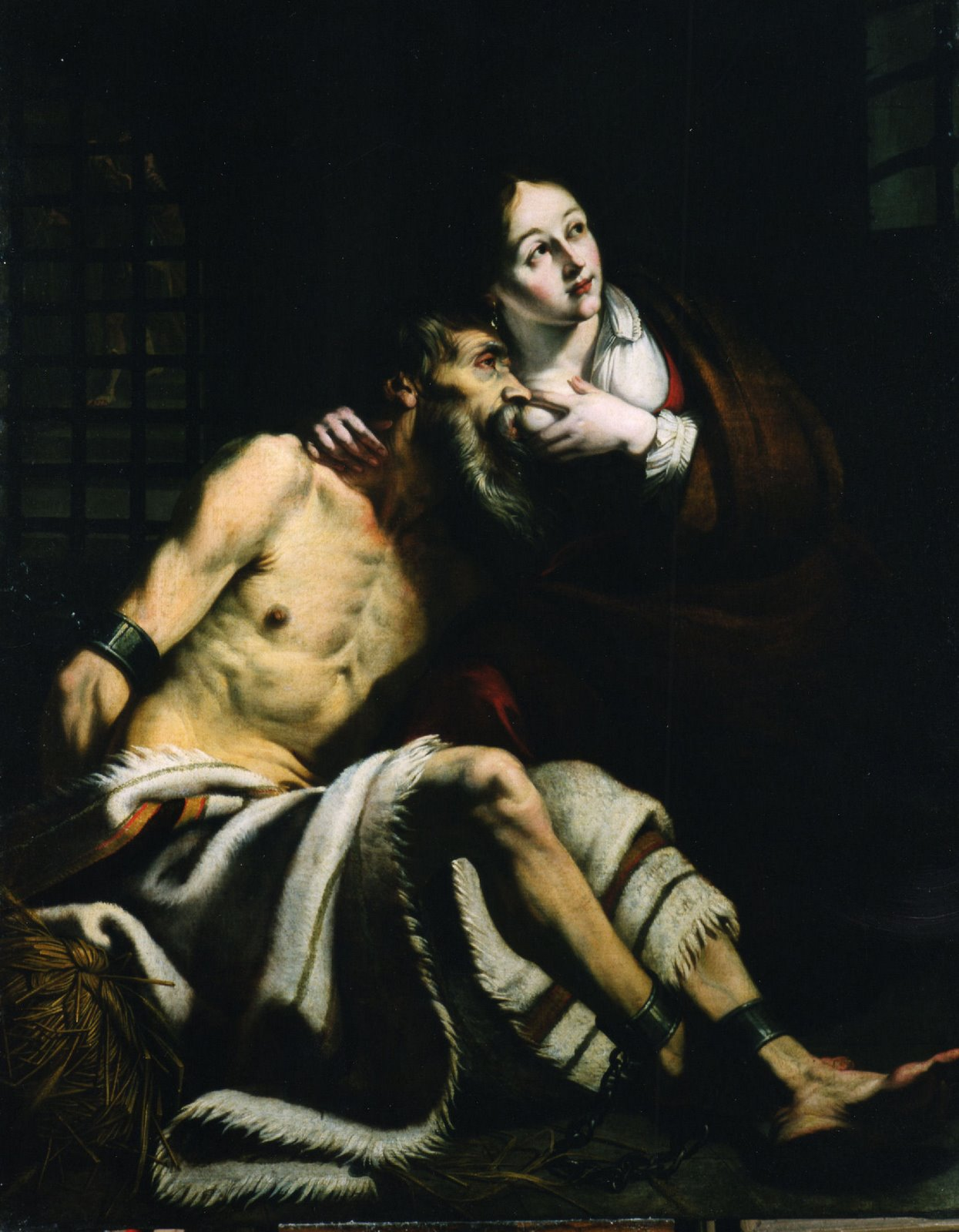
Caritas Romana, 1620

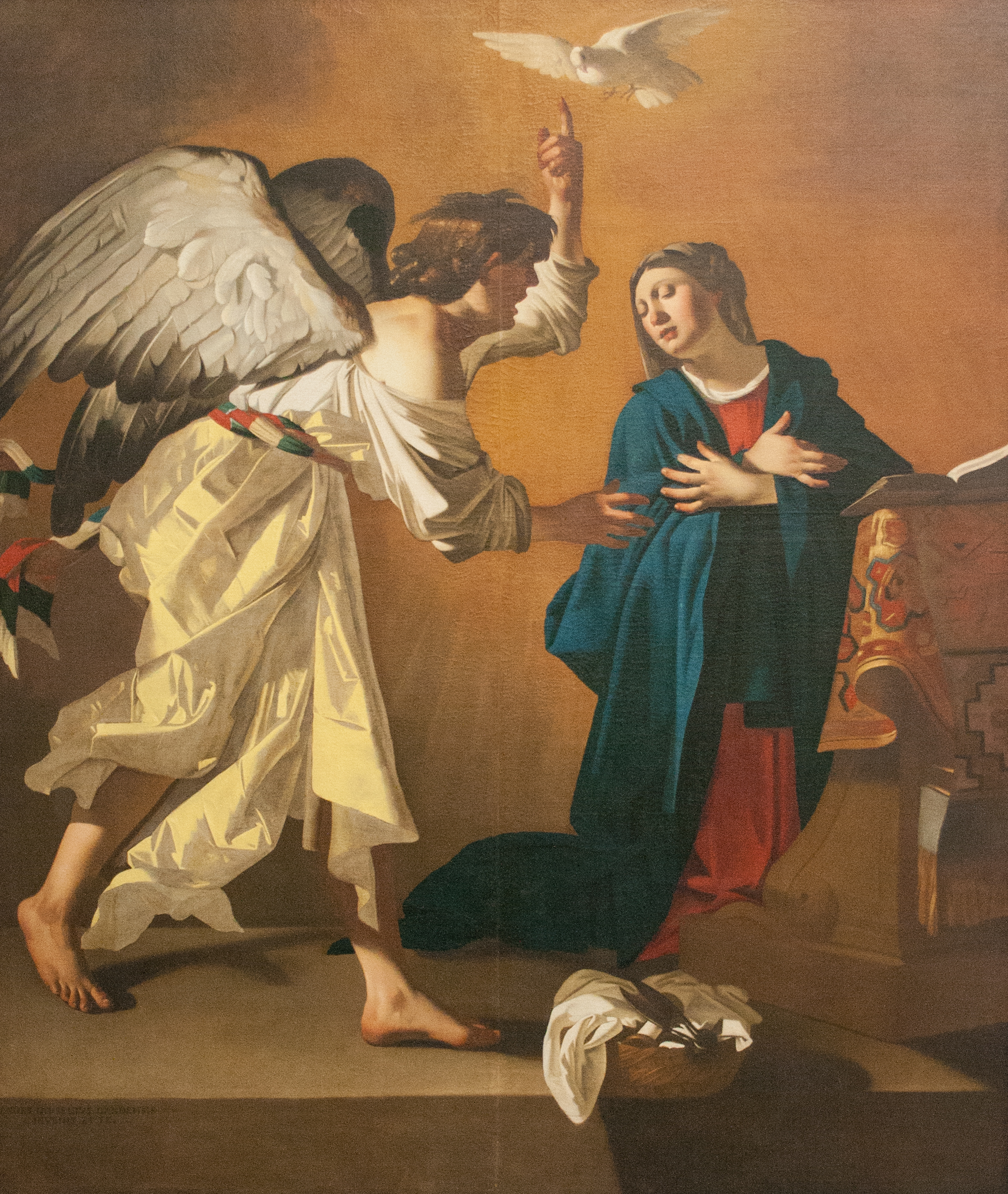
De annunciatie, 1620

Jan Janssens (ook Johannes Janssens en Joannes Janssens) (1590, Gent - rond 1650, Gent) was een Vlaams schilder en tekenaar die wordt beschouwd als de belangrijkste van de zogenaamde Gentse caravaggisten.

## Biografie
Er is geen informatie beschikbaar over Jan Janssens's opleiding. Hij was in Rome in de periode 1619-1620. Janssens keerde terug naar Gent in 1621 en werd in dat jaar toegelaten als meester tot de Gentse Sint-Lucasgilde. In de jaren 1634, 1635 en 1646 was Janssens de deken van de Gentse Sint-Lucasgilde.
Op 29 augustus 1623 trouwde hij met Petronilla de Rop met wie hij 6 kinderen had.

## Werken
Tijdens zijn verblijf in Italië kwam Janssens in contact met Nederlandse schilders zoals Dirck van Baburen, Gerard van Honthorst en Hendrick ter Brugghen die volgelingen waren van de stijl van Caravaggio en bekendstaan als de Utrechtse caravaggisten. Hun werk beïnvloedde hem stilistisch. Hij werd ook beïnvloed door het werk van Bartolommeo Manfredi. Janssens bracht de Caravaggiaanse stijl met zich mee bij zijn terugkeer naar Gent.  Hier kreeg hij vooral kreeg opdrachten voor altaarstukken.
Zijn belangrijkste onderwerpen zijn Bijbelse en, in mindere mate, mythologische thema's geschilderd op een groot formaat. Zijn favoriete thema's zijn Christus met doornen gekroond en de geseling van Christus.  Het werk van Janssens beantwoordt aan de voorschriften van de Contrareformatie en de barok met haar genadeloos en nuchter realisme en dramatische effecten met verborgen licht dat schijnt op de menselijke figuren. Het doel van de schilderijen was een sterke emotionele impact bij de beschouwer teweeg te brengen.
Een van zijn meesterwerken is Het martelaarschap van Sint Barbara (dat in feite gaat over Sint-Agatha) in de Sint-Michielskerk in Gent.